# Sepioloidea lineolata
Sepioloidea lineolata är en bläckfiskart som först beskrevs av Jean René Constant Quoy och Joseph Paul Gaimard 1832.  Sepioloidea lineolata ingår i släktet Sepioloidea och familjen Sepiadariidae. IUCN kategoriserar arten globalt som otillräckligt studerad. Inga underarter finns listade i Catalogue of Life.